# Sinte Annawijk

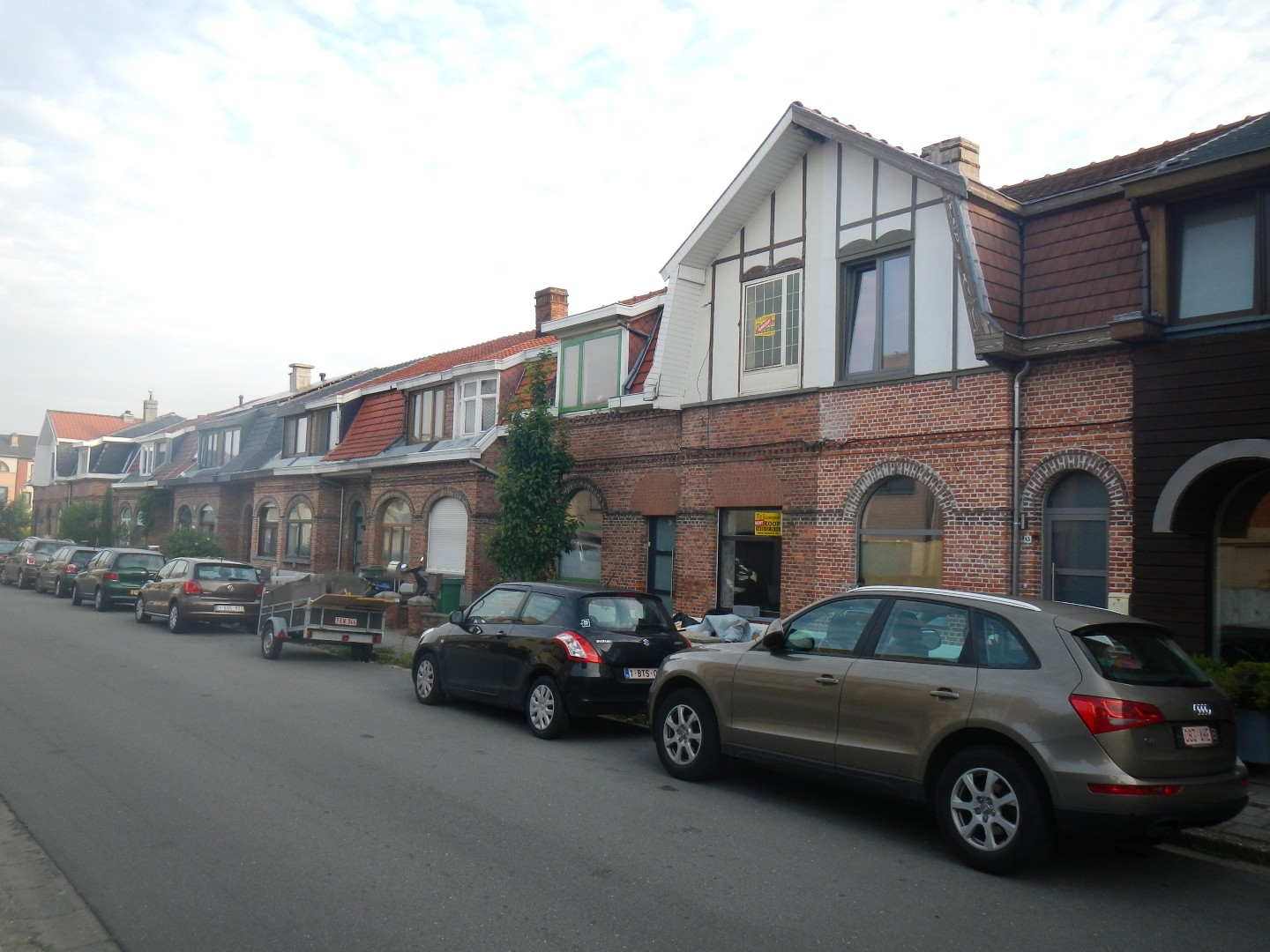
De Steenstraat in de Sinte Annawijk

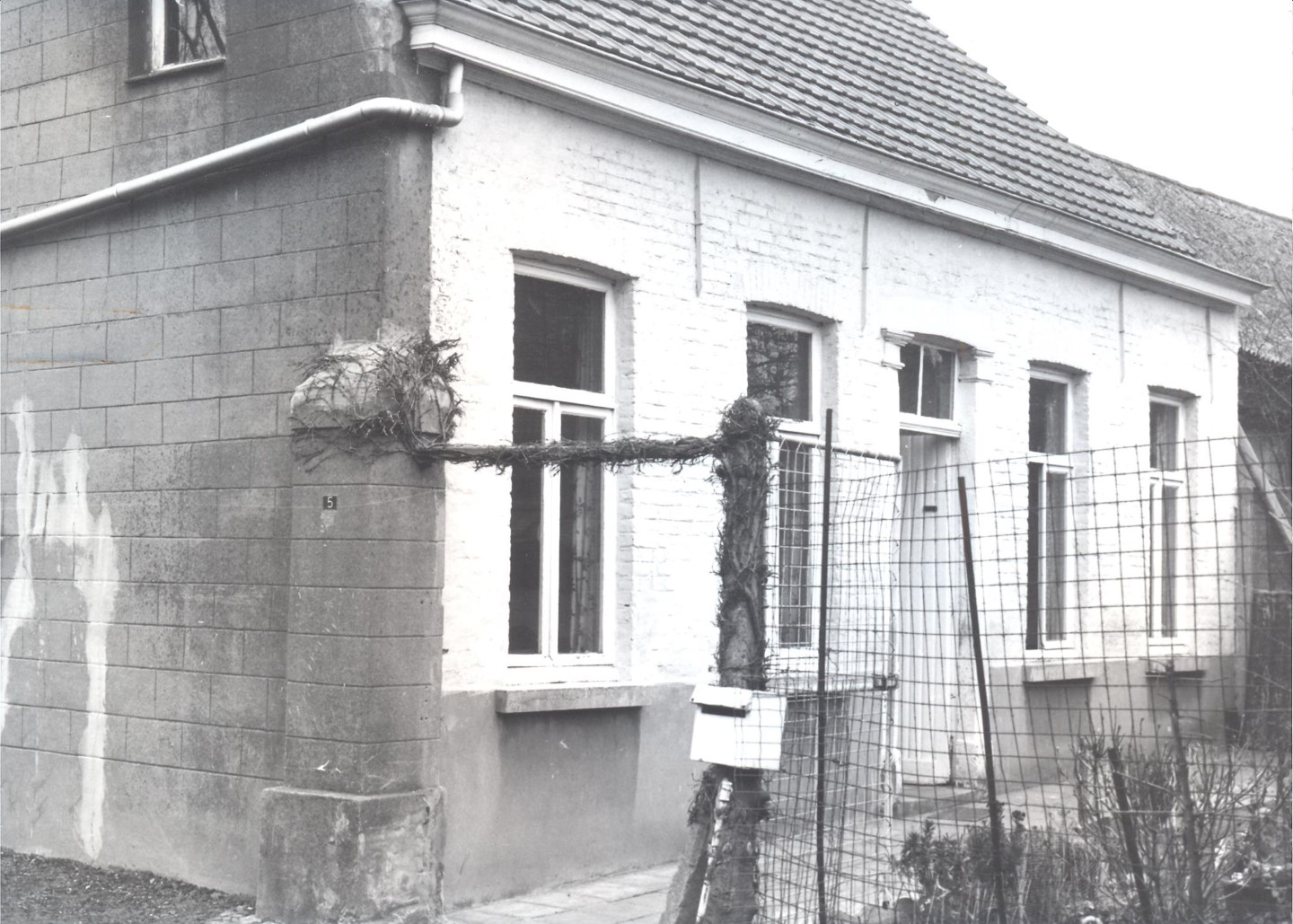
De boerenarbeiderswoning, mei 1976

De Sinte Annawijk, in de volksmond Boelvaar Poef genoemd, is een wijk in de Oost-Vlaamse stad Aalst. Ze bevat sociale arbeidersrijhuizen, een klooster, een kerk, enkele lagere en middelbare scholen.

## Straten
August Marcelstraat, Boudewijnlaan, Diepestraat, Korte Lindenstraat, Naarstigheidstraat, Oude Gentbaan, Roklijf, Sinte Annalaan, Spaarzaamheidstraat, Steenstraat, Volksplaats, Volksverheffingstraat, Vooruitzichtstraat en de Welvaartstraat.

## Geschiedenis

### Naam
Vroeger werd deze wijk aangeduid met de naam Schaarbeek, sinds de aanleg van de arbeiderswijk wordt de wijk Sinte Annawijk genoemd. De naam Sinte Anna komt van de belangrijkste straat van de wijk: Sinte Annalaan. De straten in de wijk kregen volksverheffende namen, met name: Vooruitzichtstraat en Spaarzaamheidstraat. In het centrum van de wijk bevindt zich het volksplein, beter bekend als het Ezelsplein in de volksmond. Een van de alternatieve namen voor de wijk was de Stalinwijk (vernoemd naar de kortstondige officiële hernoeming van de Sinte Annalaan tot Stalinlaan na de bevrijding in 1944). De wijk werd ook tijdelijk Hitlerwijk genoemd door het aantal Duitsgezinden in de wijk. De huizen in de Sinte Annalaan zijn ietwat rijkelijker uitgewerkt tegenover die van onder andere de Boudewijnlaan. In tegenstelling tot de andere straten in de Sinte Annawijk waren de huizen in de Sinte Annalaan koophuizen. Dit feit zorgde voor de volksnaam "Boelvaar Poef", een verwijzing naar het feit dat de eigenaars zich diep in de schulden moesten steken. Deze volksnaam (Boelvaar Poef) is bekend geworden door het werk van schrijver Louis Paul Boon, die op 18-jarige leeftijd in de wijk kwam te wonen met zijn ouders.

### Bouw van de wijk
De Sinte Annawijk werd aangelegd in de jaren 1923-1927, de bebouwing bestaat uit zo'n honderd arbeiderswoningen. Het merendeel werd opgetrokken tijdens het interbellum. De huizen werden grotendeels gefinancierd door de sociale huisvestingsmaatschappij Samenwerkende Maatschappij van Goedkoope Woningen voor het gewest Aalst. De oorspronkelijke arbeiderswoningen werden ontworpen door Triphon De Smet, het grootste deel hiervan staat er (anno 2021) nog steeds. Achilles De Stobbeleir heeft ook een aantal huizen ontworpen. Rond 1955 werd de wijk aan de Boudewijnlaan uitgebreid met een 47-tal van sociale woningen en een aansluitende elektriciteitscabine naar een ontwerp van Jean De Gheest, die typisch gebruik maakte van breuksteen in de gevels.
Aan de hoek van de Oude Gentbaan en Boudewijnlaan werd in 1970 de modernistische Sinte Annakerk gebouwd naar ontwerp van architect Paul Felix.

### Erfgoed
De wijk werd niet gekozen als onroerend erfgoed omdat de gevels te veel aangetast zijn, een deel van de gevels is individueel verbouwd geweest.

### Boerenarbeiderswoning
In de wijk bevindt zich ook een Boerenarbeiderswoning, deze had oorspronkelijk een erfgoedwaarde; maar deze is niet meer aanwezig. Het was een éénlaagse boerenarbeiderswoning van vijf traveeën onder zadeldak. Ze bevindt zich in de Lindenstraat, nummer 5.

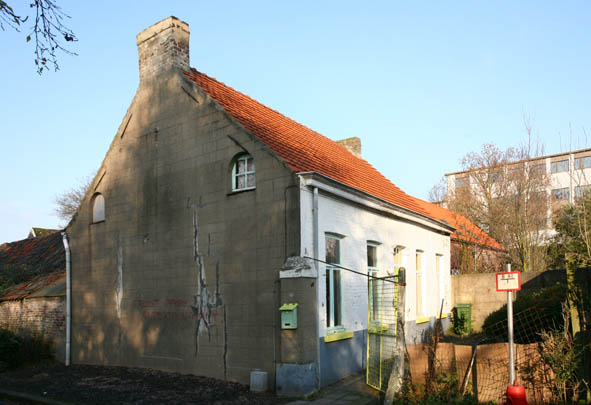
De boerenarbeiderswoning in 2008.

## Bekende inwoners
- Jan De Wilde
- Louis Paul Boon[2]

## Afbeeldingen

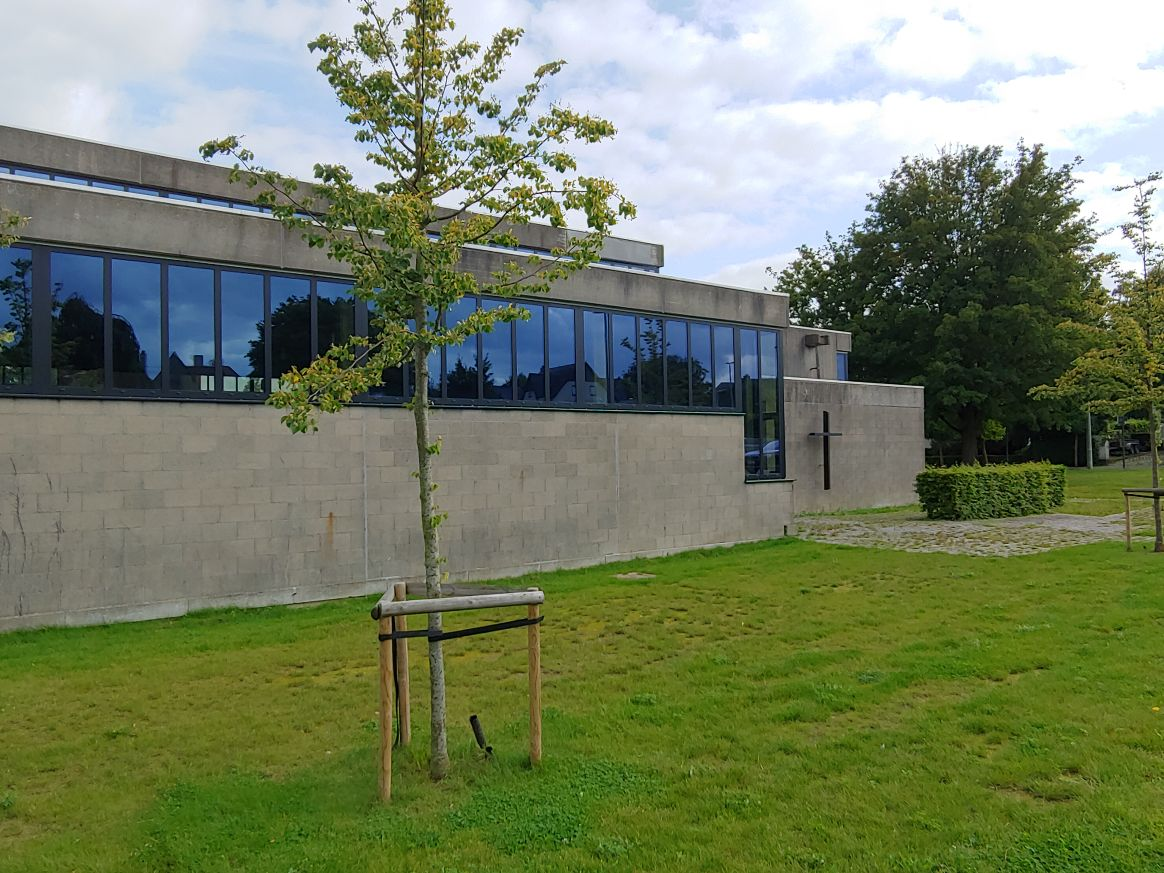
Parochiekerk Sint-Anna
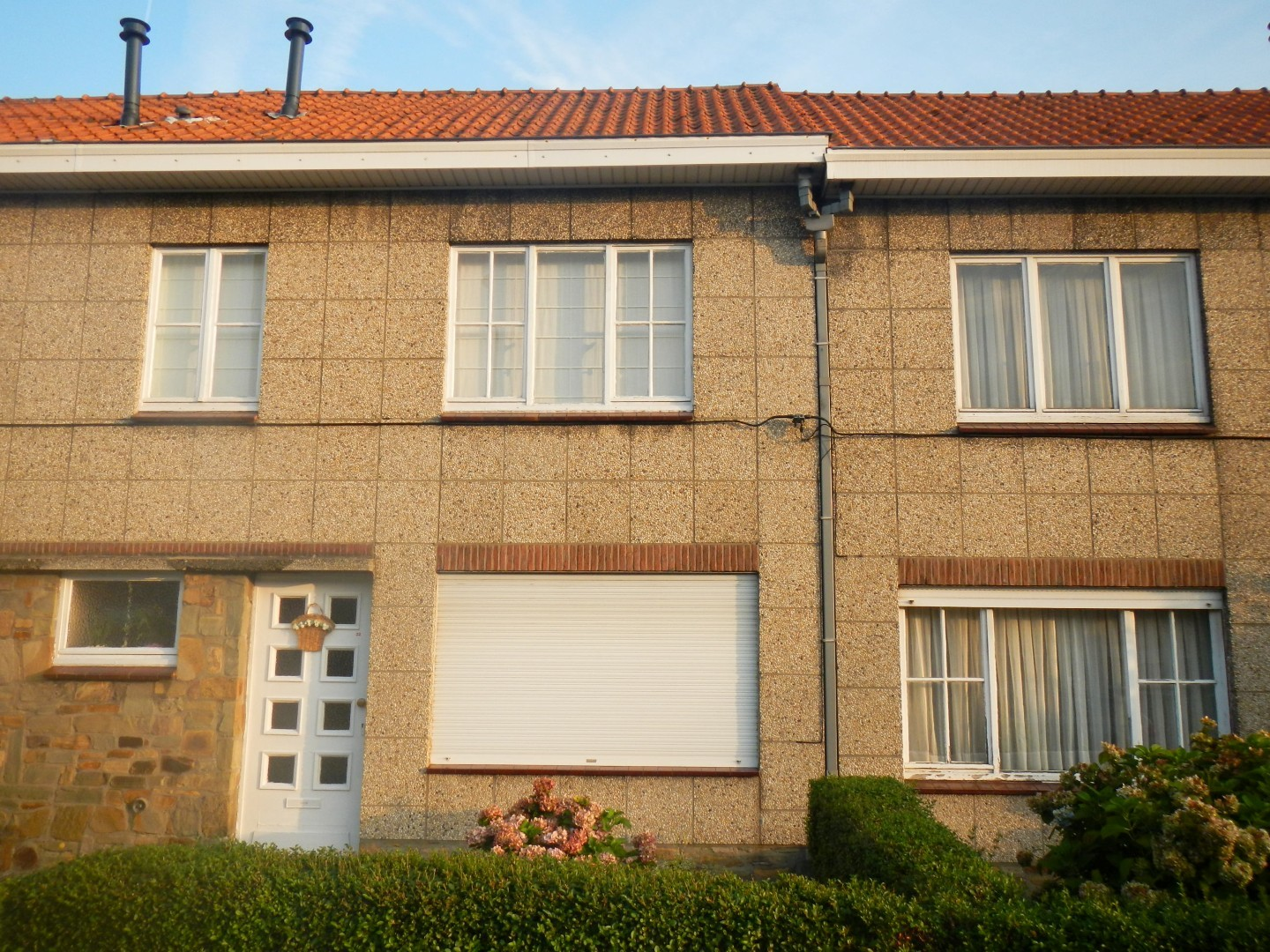
De sociale arbeiderswoningen in de Boudewijnlaan.
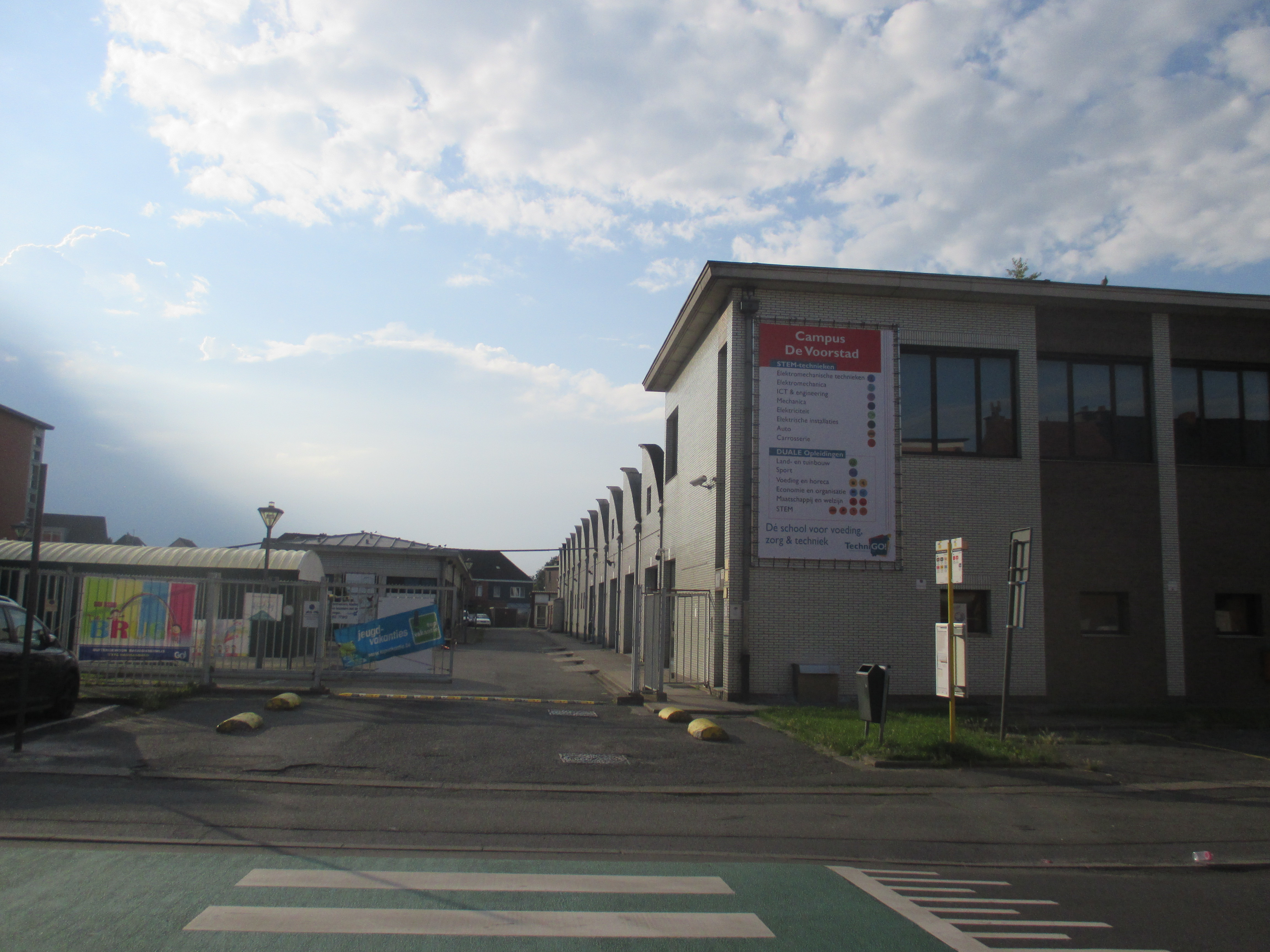
TechniGO! Campus De Voorstad in de Welvaartstraat.
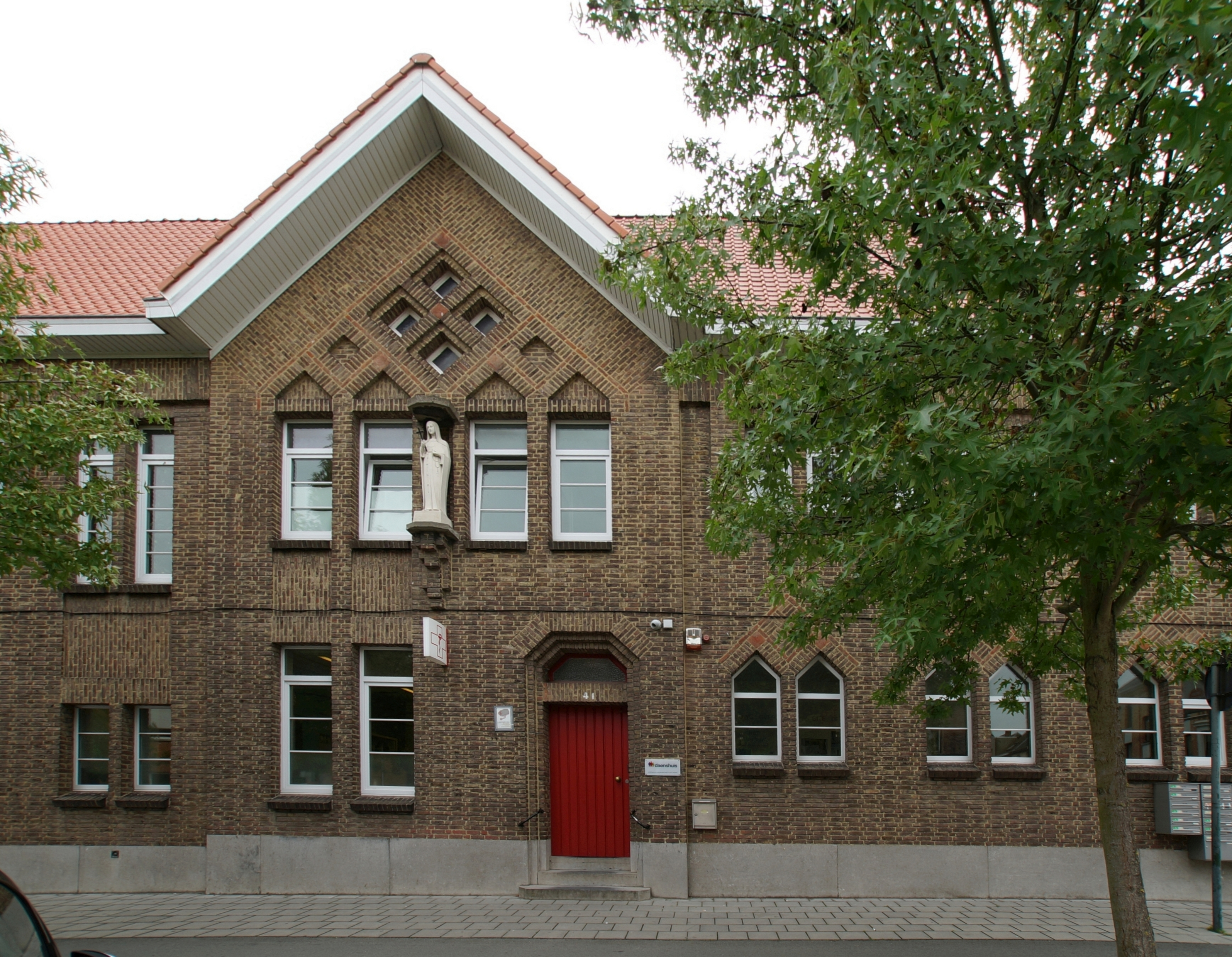
Klooster in de Sinte Annalaan, ontworpen door Triphon De Smet.
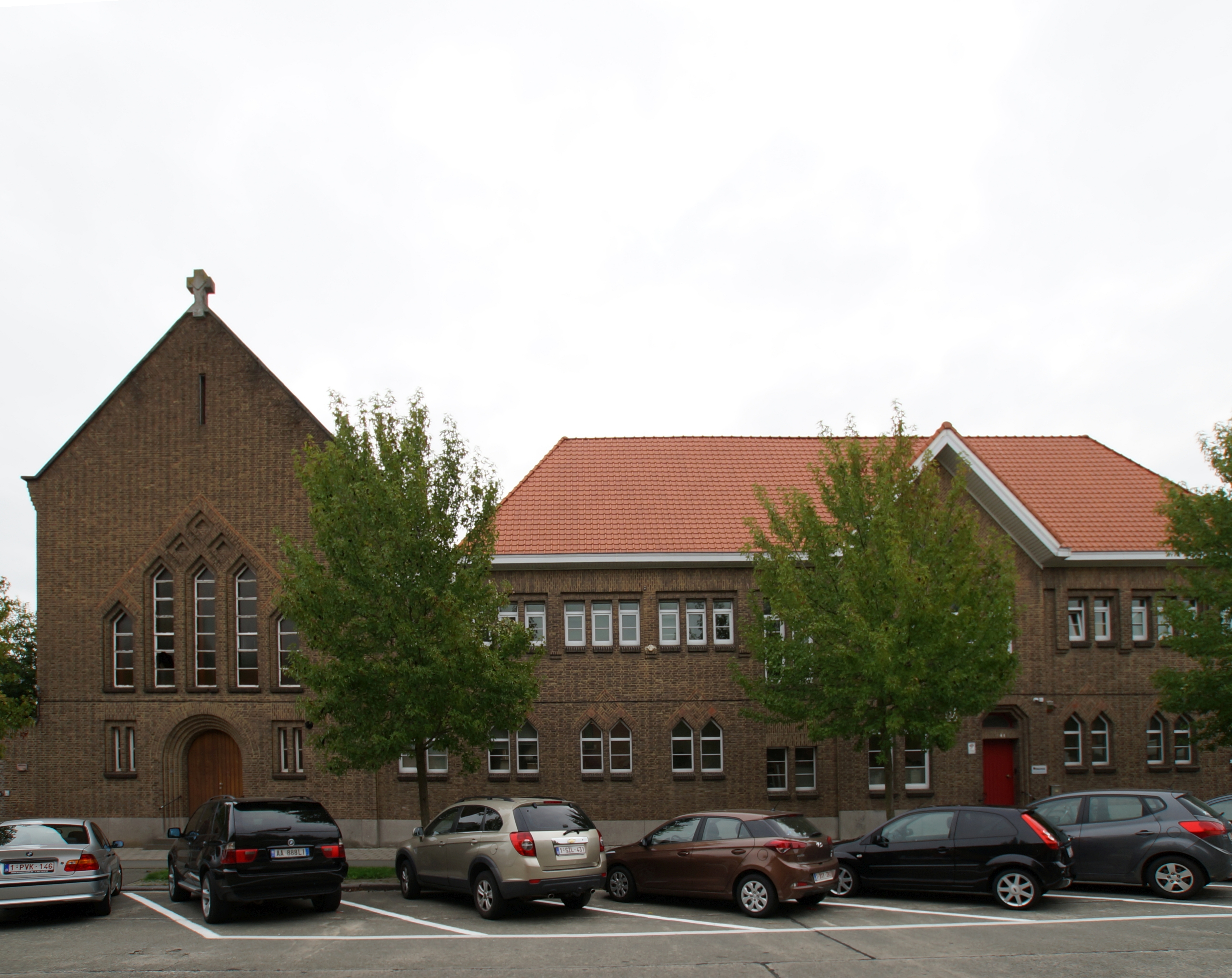
Ontworpen door Triphon De Smet.
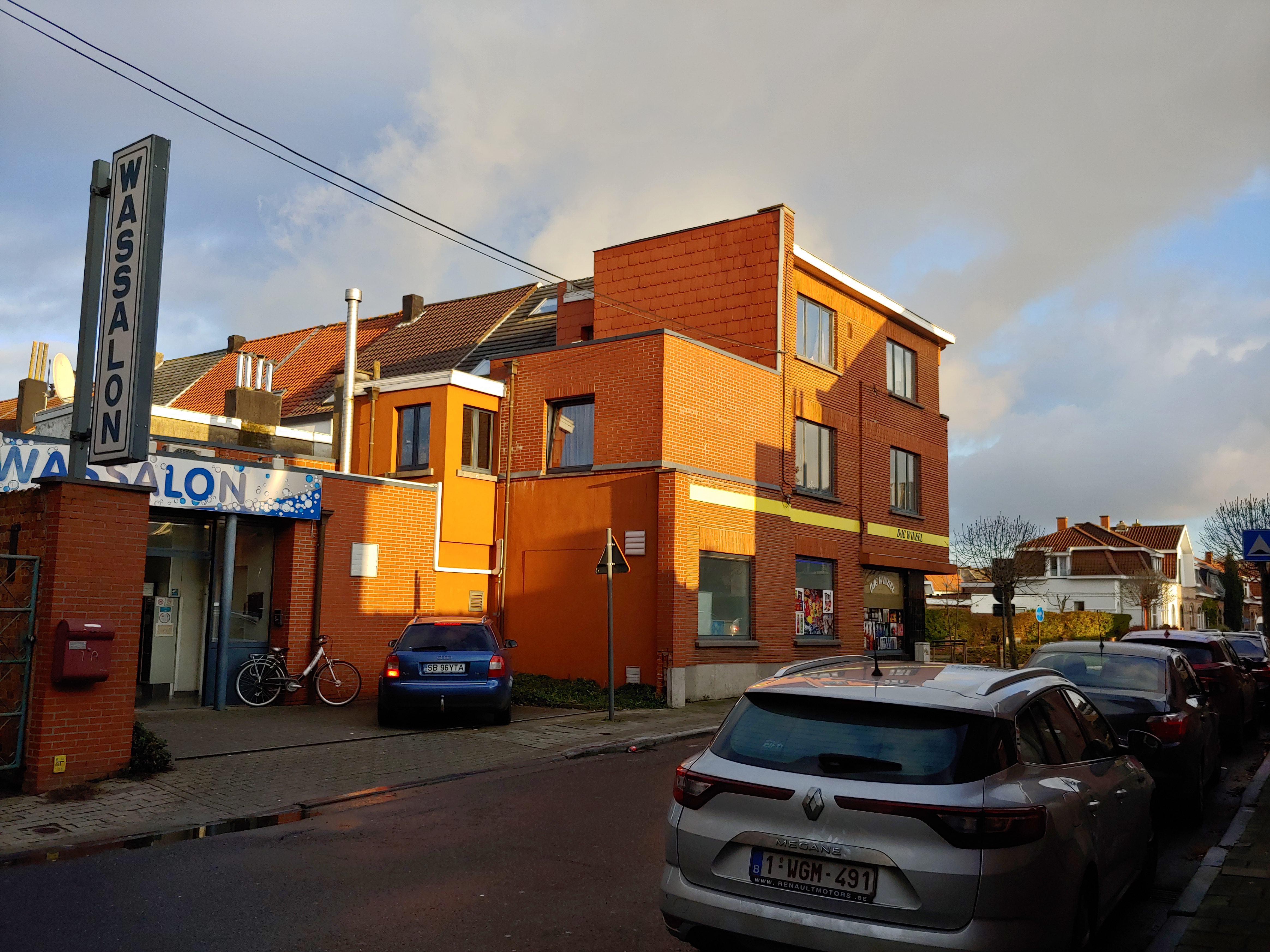
Wassalon in de Vooruitzichtstraat met zicht in de achtergrond op de Steenstraat en de Sinte Annalaan.
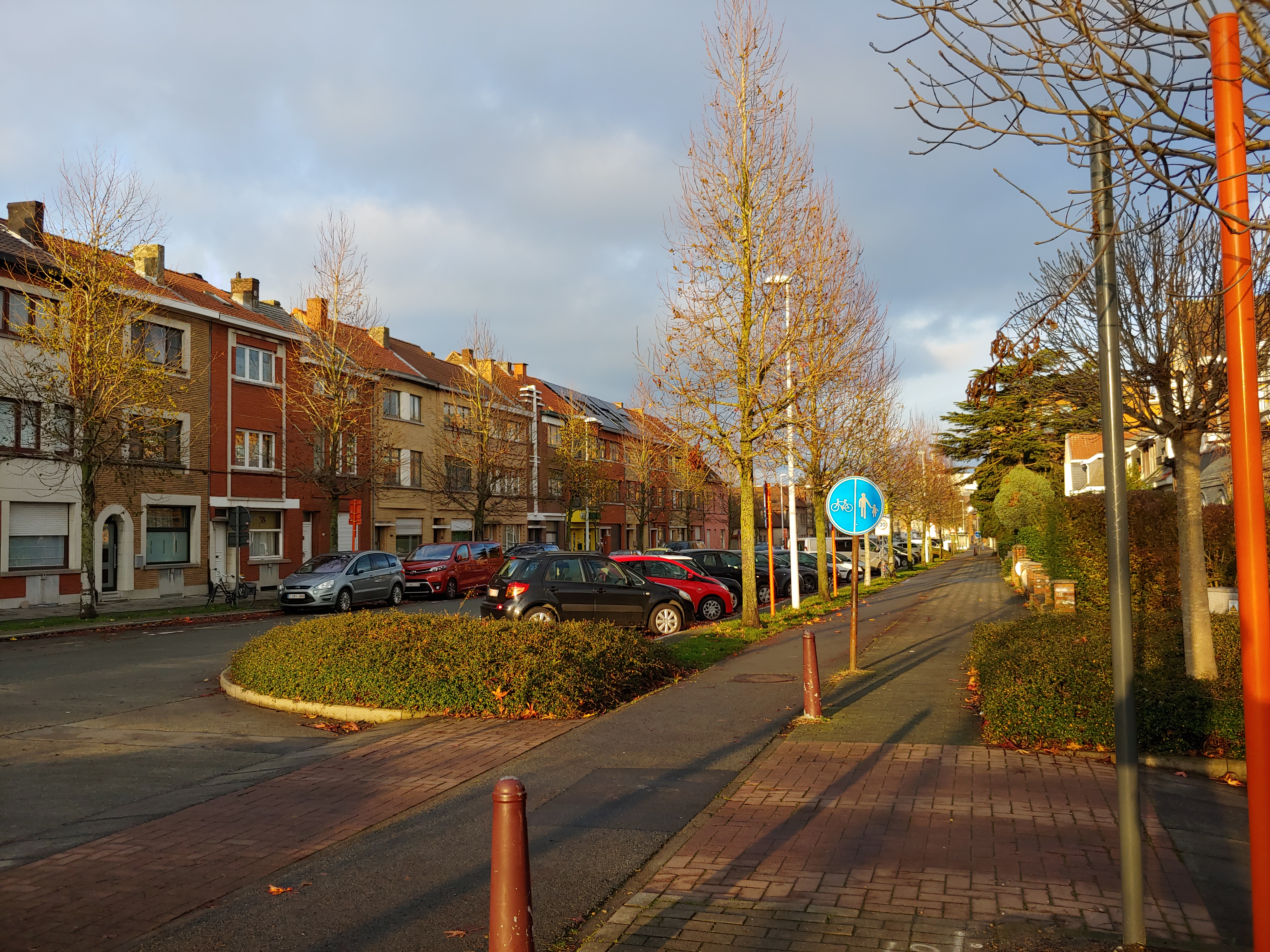
De Sinte Annalaan